# Animal Alpha
Animal Alpha est un groupe norvégien de metal alternatif, composé de cinq membres, actif entre 2002 et 2009.

## Histoire
Le groupe passe la majeure partie de l'année 2004 à donner des concerts en Norvège. Leur prestation au festival Øya d'Oslo reçoit 9 points sur 10 dans le magazine britannique Metal Hammer, et apparait dans l'émission de télévision nationale Lydverket. Le groupe joue ensuite deux soirs à guichets fermés au John Dee Live Club and Pub d'Oslo, qui pouvait accueillir 500 personnes. Le groupe signe ensuite avec un petit label indépendant, Racing Junior, et planifie la sortie de son premier EP et de son premier album pour le printemps 2005.
La productrice Sylvia Massy enregistre l'EP, Animal Alpha, et l'album, Pheromones, dans son studio de Weed, en Californie. Animal Alpha passe l'année 2005 à se produire en Norvège pour promouvoir l'EP et l'album, qui sort le 5 septembre. L'EP obtient le statut de disque d'or et les deux singles/vidéos sont diffusés à l'échelle nationale. Le groupe est nommé pour le meilleur clip vidéo de 2005 et le meilleur groupe débutant. Au cours de l'hiver 2006, le groupe joue dans des festivals aux États-Unis, en Angleterre et aux Pays-Bas.
Un deuxième album, You Pay for the Whole Seat, But You'll Only Need the Edge, sort le 28 janvier 2008. Le groupe s'était déjà produit dans des festivals tels que Rock am Ring et Rock im Park, le Download Festival, et Pukkelpop.
La chanson Bundy est utilisée dans les jeux vidéo Burnout Revenge, Burnout Legends et NHL 06., tous publiés par EA Games, ainsi que dans le générique de fin du film d'action et d'horreur fantastique Hansel et Gretel : Witch Hunters. Le morceau Fire! Fire! Fire! est utilisé dans le générique de fin du film d'horreur comique norvégien Dead Snow et dans le jeu vidéo MotorStorm: Pacific Rift.
Le 12 mars 2009, Animal Alpha se sépare. Sur son site web et Myspace, un communiqué de presse est publié disant que le groupe « s'est retrouvé dans une impasse créative alors qu'il préparait son troisième album et, après avoir évalué la situation, a décidé d'arrêter ». Des membres iront même s'intégrer au groupe Djerv.

## Membres
- Agnete Kjølsrud - voix
- Christian Wibe - guitare solo, chœurs
- Christer-André Cederberg - guitare rythmique, chœurs
- Lars Imre Bidtnes - basse, chœurs
- Thomas Emil Jacobsen - batterie, percussions
- Aleksander Ralla Villnes - batterie, percussions

## Discographie

### Albums studio
- 2005 : Pheromones
- 2008 : You Pay for the Whole Seat, but You'll Only Need the Edge

### EP
- 2005 : Animal Alpha

### Singles
- Bundy